# North American Aviation

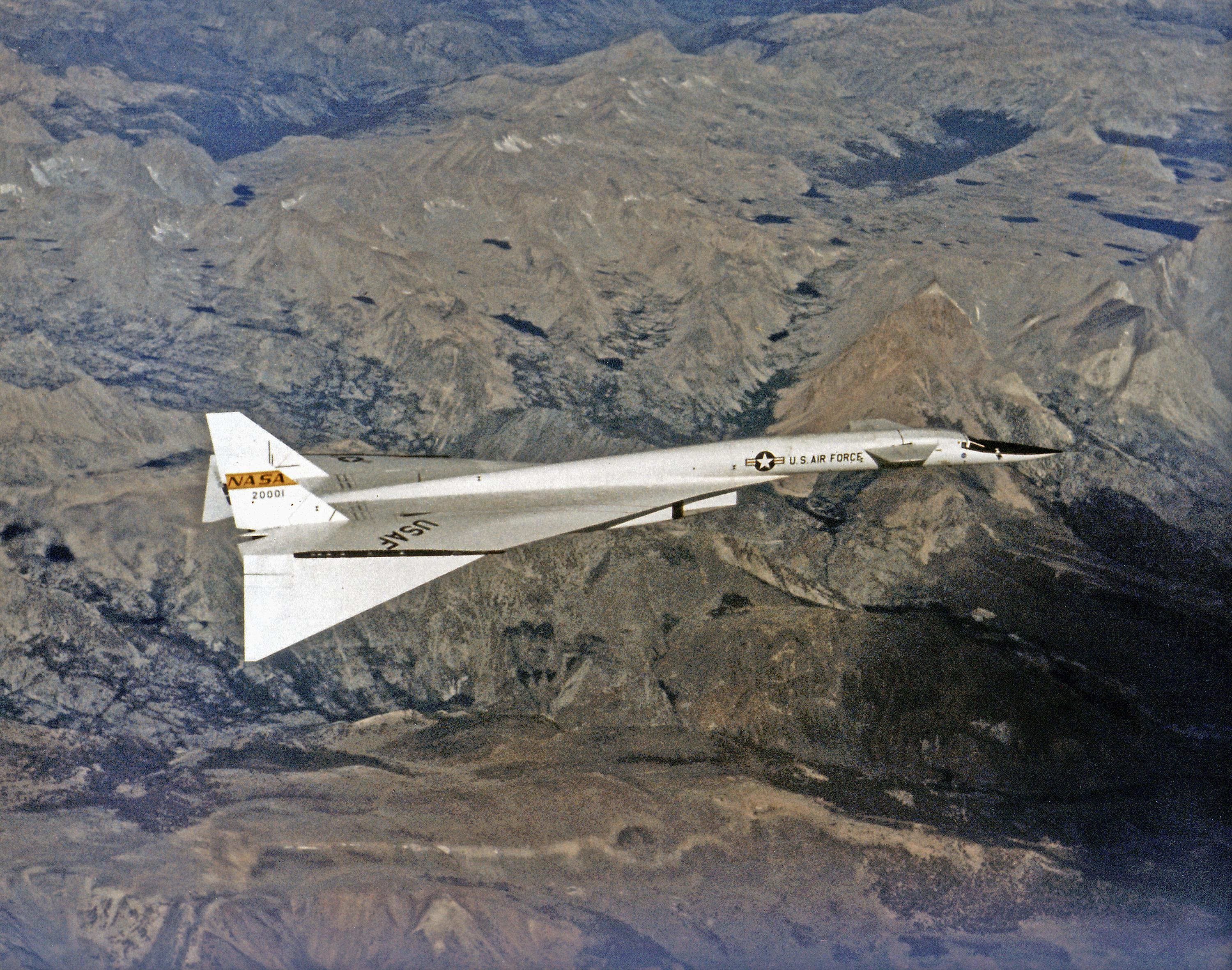
North American XB-70 Valkyrie

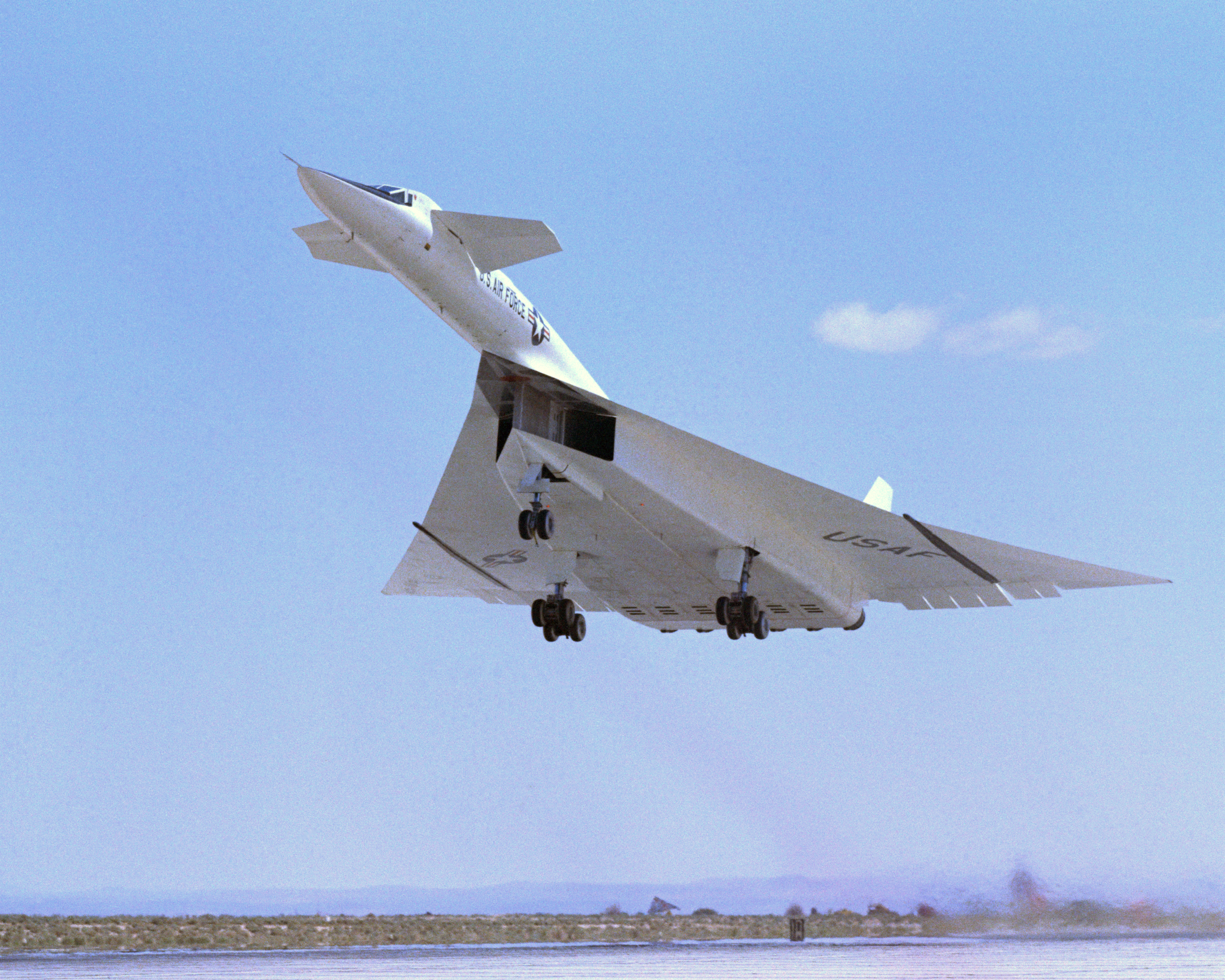
North American XB-70

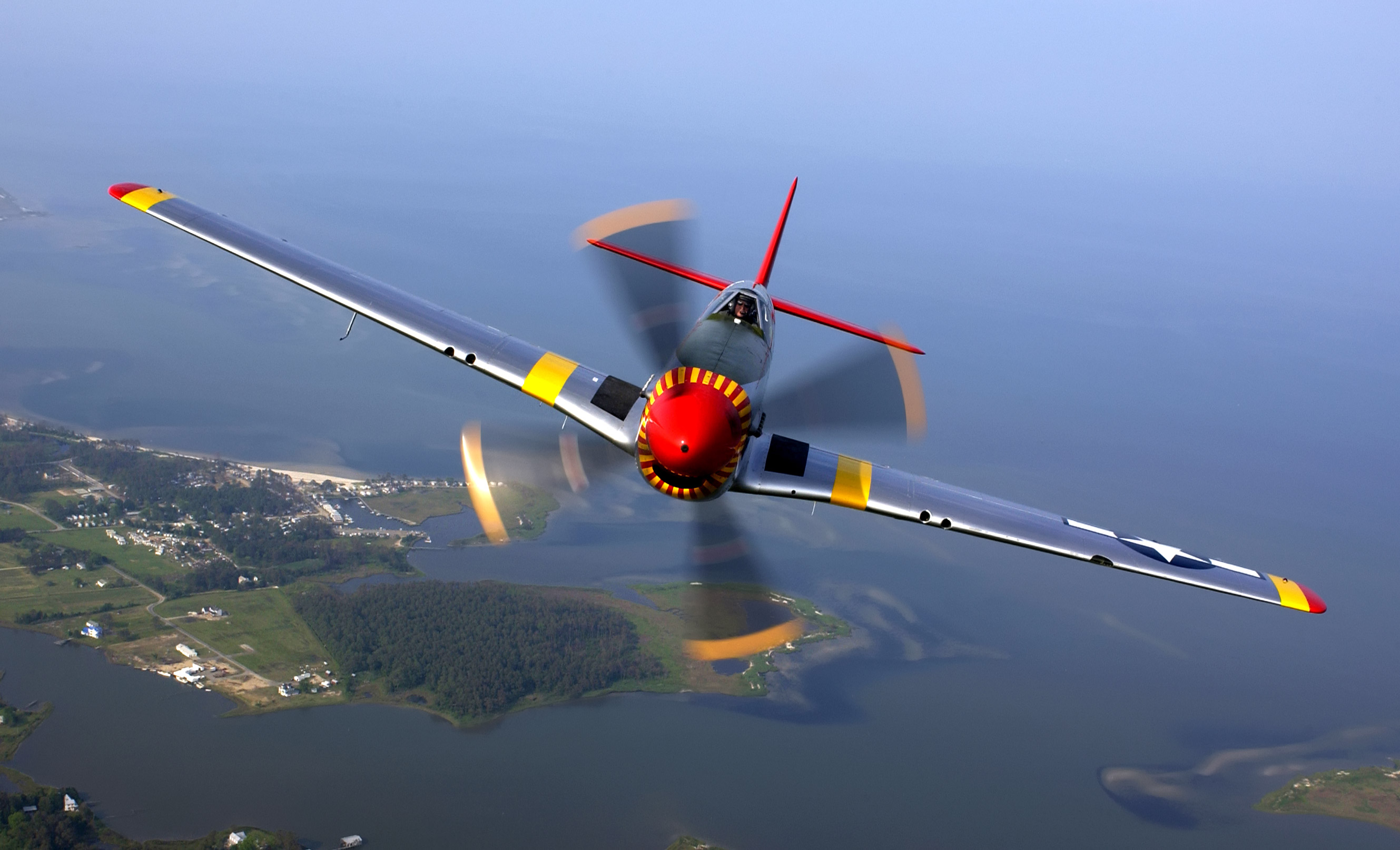
North American P-51 Mustang

North American Aviation, Inc. fue un importante fabricante de aviones estadounidense, constituido en los años 1930 y se fusionó con Rockwell Standard Corporation en 1967. La empresa fue la responsable de buena parte de aviones históricos como el incansable entrenador T-6 Texan, el caza de escolta P-51 Mustang, el bombardero B-25 Mitchell, el caza a reacción F-86 Sabre o el avión cohete X-15 que estableció un récord de velocidad. También participó en el programa Apolo en el Módulo de Mando y Servicio de Apolo, así como en la segunda fase del cohete Saturno V.
Clement Keys fundó North American el 6 de diciembre de 1928 pero como una empresa de alquileres que compraba y vendía intereses a varias aerolíneas y compañías relacionadas con la aviación. En 1934 el 'Air Mail Act' forzó a muchas empresas a dejar esta práctica. En aquel momento North American se convirtió en fabricante de aviones, dirigida por James Kindelberger que antes había estado trabajando para la Douglas Aircraft Company.
Kindelberger movió la base de la compañía al sur de California, y se le permitió volar casi un año en el que decidió centrarse en los aviones entrenadores, ya que en teoría era más fácil competir en ese sector que en otros donde ya había compañías muy sólidas establecidas. Sus primeros aviones fueron el GA-15 de observación y el entrenador GA-16, seguidos por los O-47 y BT-9. El BC-1 de 1937 fue el primer avión de combate de North American.
Como muchos otros constructores, North American empezó a crecer y ganar dinero hacia 1940 por la Segunda Guerra Mundial, abriendo plantas en Texas y Kansas.
El siguiente entrenador en seguir al BT-9 fue el T-6 Texan del que se fabricaron 17.000 unidades haciendo de él, el entrenador más ampliamente utilizado. El bombardero bimotor B-25 Mitchell llegó a la fama con la incursión Doolittle y fue usado en todos los teatros de la guerra. Finalmente, el P-51 Mustang, dotado posteriormente de un motor Rolls-Royce Merlin 61, fabricado bajo licencia como Packard V-1650, es considerado el mejor avión estadounidense de la guerra.
North American se vio forzada a despedir a muchos empleados, cayendo de 91.000 trabajadores a 5000 en 1946. De cualquier manera siguió diseñando y construyendo aviones como el bombardero AJ Savage basado en portaaviones, el extraño P-82 Twin Mustang, el bombardero B-45 Tornado o el caza FJ-1 Fury.
El F-86 Sabre empezó como un rediseño del Fury, alcanzando la fama en la guerra de Corea destruyendo los MiGs enemigos. Más de 9000 unidades de este tipo se fabricaron, su sucesor, el F-100 Super Sabre también se hizo un hueco con la guerra de Vietnam.
Aunque la división de motores cohete se separó en una compañía llamada Rocketdyne en 1955 la compañía pudo fabricar el avión-cohete experimental X-15.
La cancelación de los programas del F-107 y F-108 a finales de los años 1950 fue un varapalo para la empresa que nunca se llegó a recuperar. En 1960 el nuevo jefe ejecutivo (CEO) Lee Atwood decidió que la compañía se centrase en el programa espacial y se convirtió en el jefe de contratistas del módulo de control y servicio para el programa Apolo, así como de la segunda fase del programa Saturno V. Del incendio de 1967 en el Apolo 1 fue parcialmente culpada y motivó su fusión con Rockwell International en marzo de ese mismo año.
En diciembre de 1996 las divisiones de espacio y defensa de Rockwell International (incluyendo Rocketdyne que se había recuperado en 1984 fueron absorbidas por Boeing).

## Aviones
- T-2 Buckeye
- XB-21
- O-47
- T-6 Texan
- B-25 Mitchell
- P-51 Mustang
- XB-28 Dragon
- AJ Savage
- T-28 Trojan
- P-64
- P-82 Twin Mustang
- T-39 Sabreliner
- B-45 Tornado
- FJ-1 Fury
- F-86 Sabre
- YF-93A
- F-100 Super Sabre
- A-5 Vigilante
- YF-107
- XF-108 Rapier
- OV-10 Bronco
- X-15
- XB-70 Valkyrie